# Minckwitzscher Weinberg
Das historische Weingut Minckwitzscher Weinberg, auch Weingut Minckwitz, im Stadtteil Niederlößnitz, in der Oberen Bergstraße 30/30a/30b, war eines der bedeutendsten Radebeuler Weingüter. Es liegt in der sächsischen Großlage Lößnitz innerhalb der Einzellage Radebeuler Steinrücken. Der „von Minckwitz’sche Weinberg“ wurde sowohl in der sächsischen Fundamentalinventarisation von Gurlitt (1904) als auch im deutschen Schnellinventar von Dehio (1905) als Bau- und Kunstdenkmal aufgeführt. Zu DDR-Zeiten wurde der Besitz als denkmalgeschütztes Ensemble mit der Einordnung in die höchste Wertgruppe I geführt.

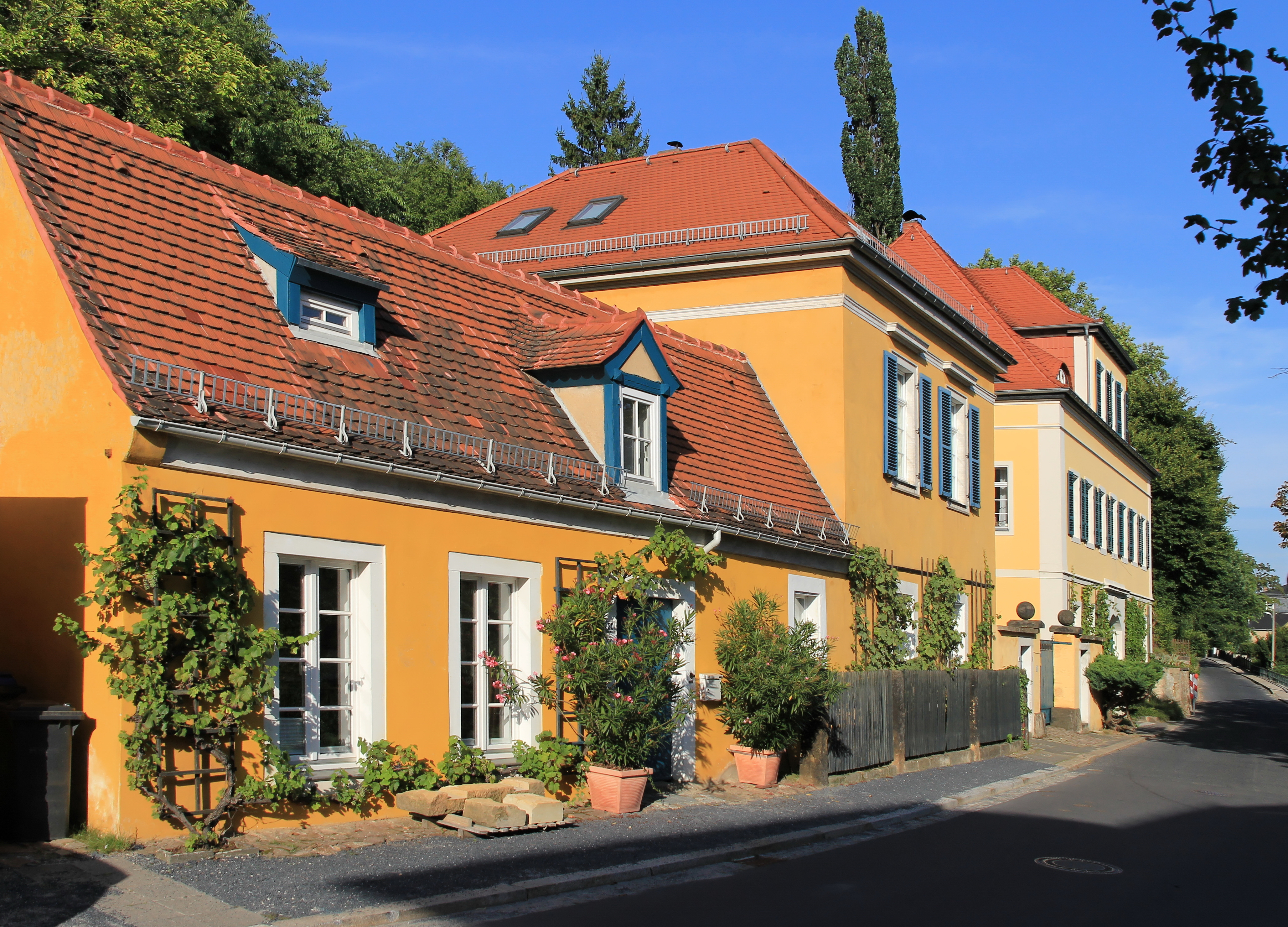
Minckwitzsche Gebäude an der Oberen Bergstraße, am Fuße des Weinbergs

## Beschreibung

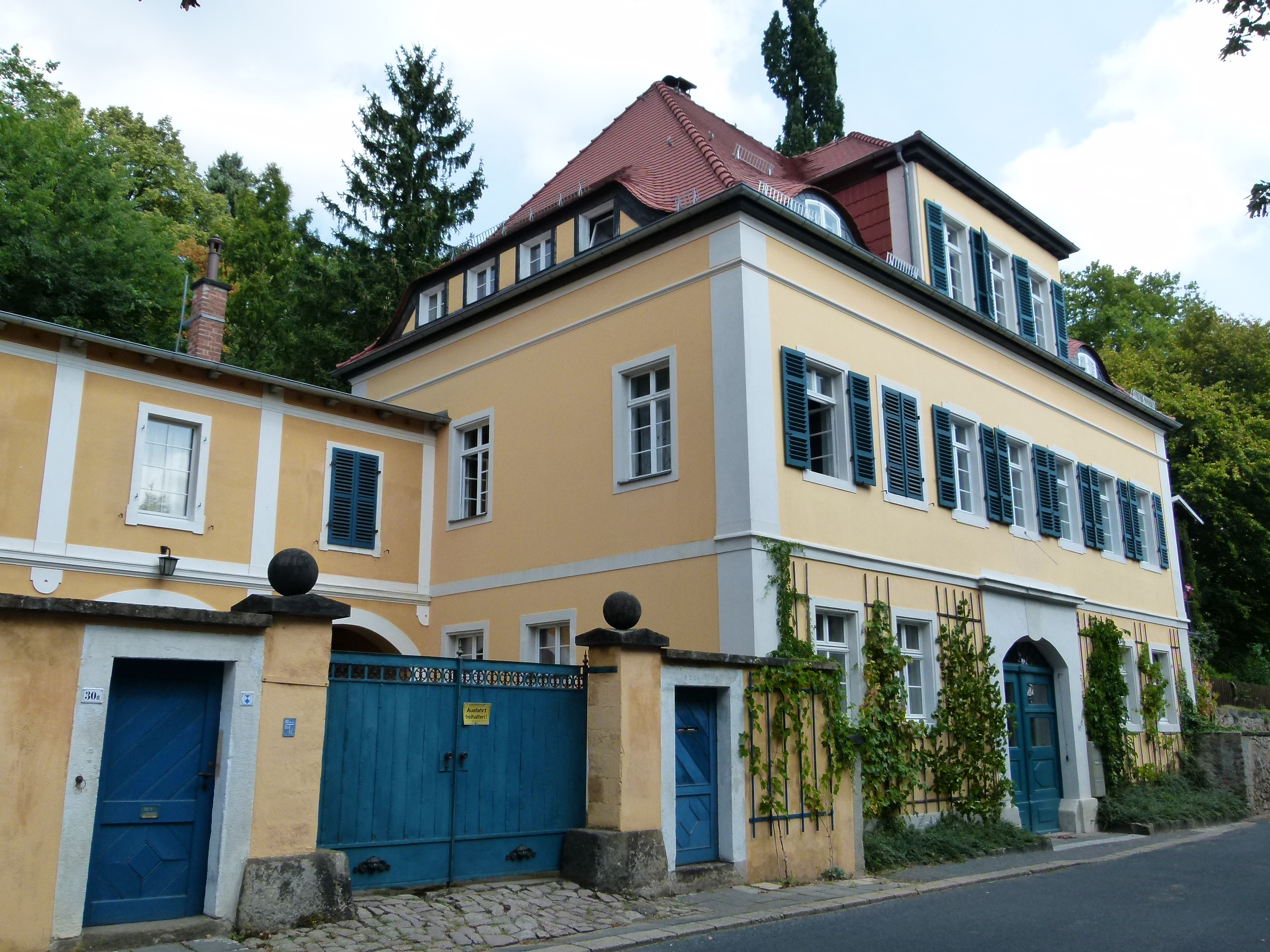
Haus Minckwitz, das Herrenhaus

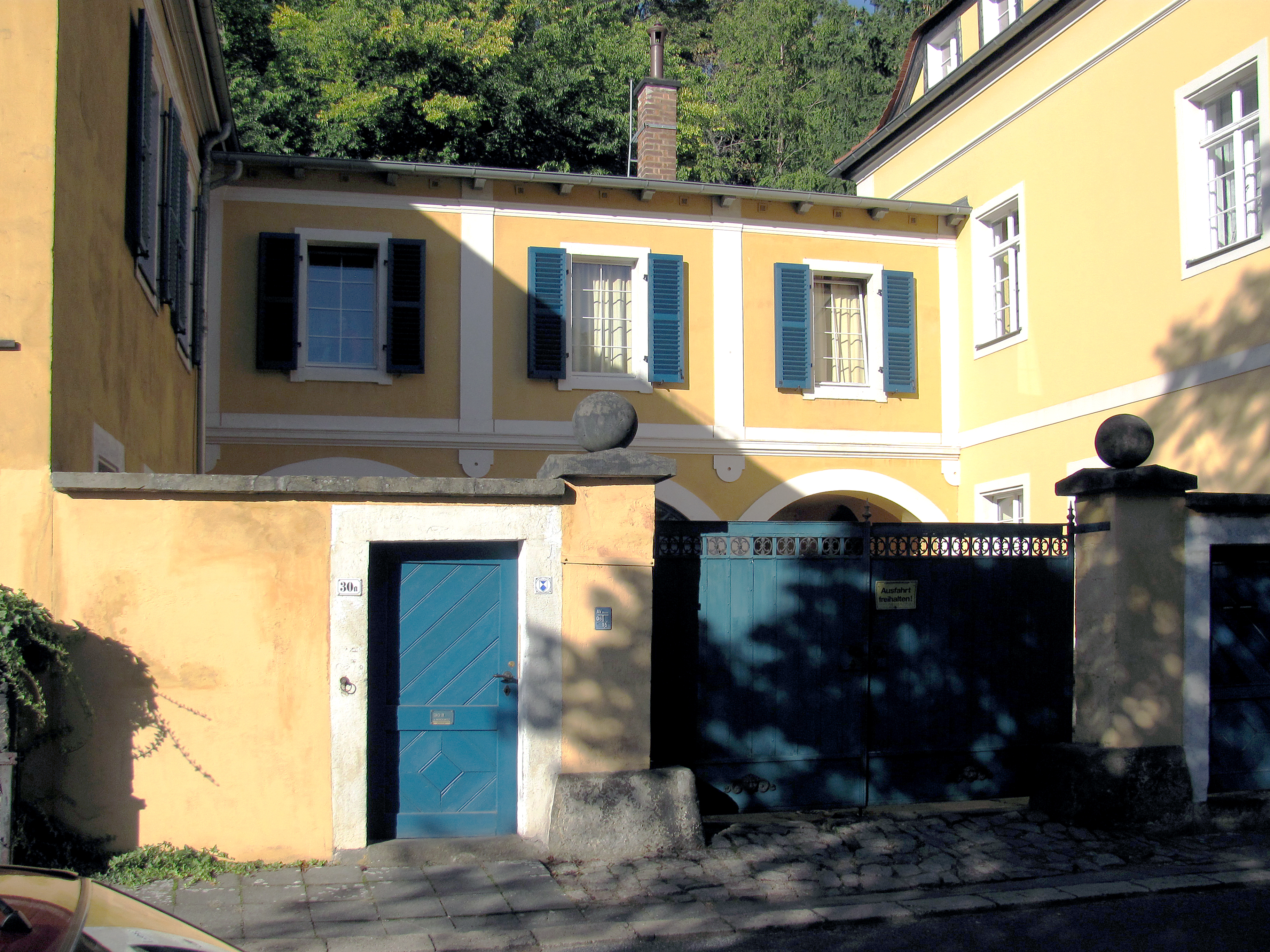
Minckwitzscher Weinberg: Ehemalige Remise

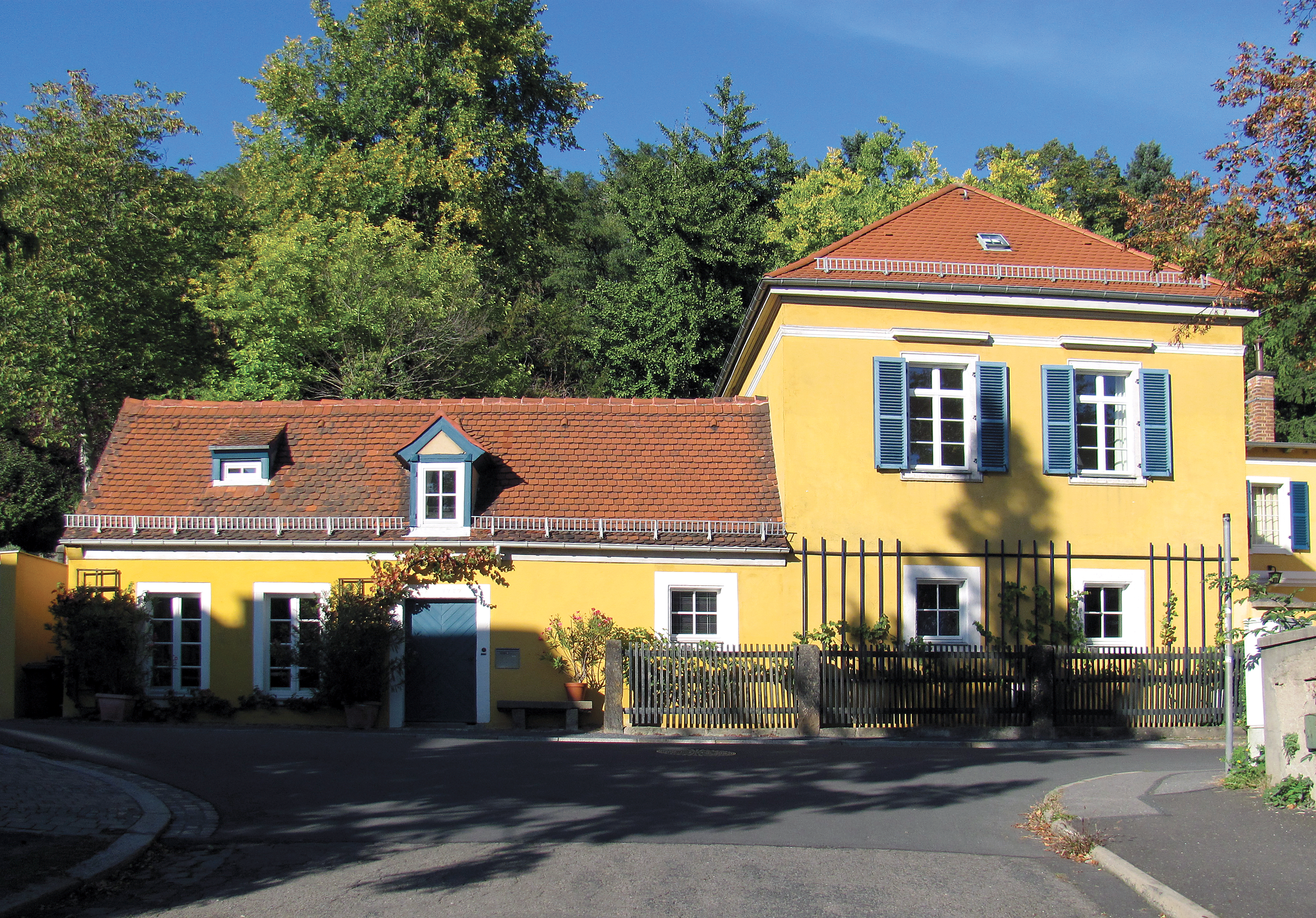
Minckwitzscher Weinberg: Unteres Winzerhaus mit ehemaligen Stallungen

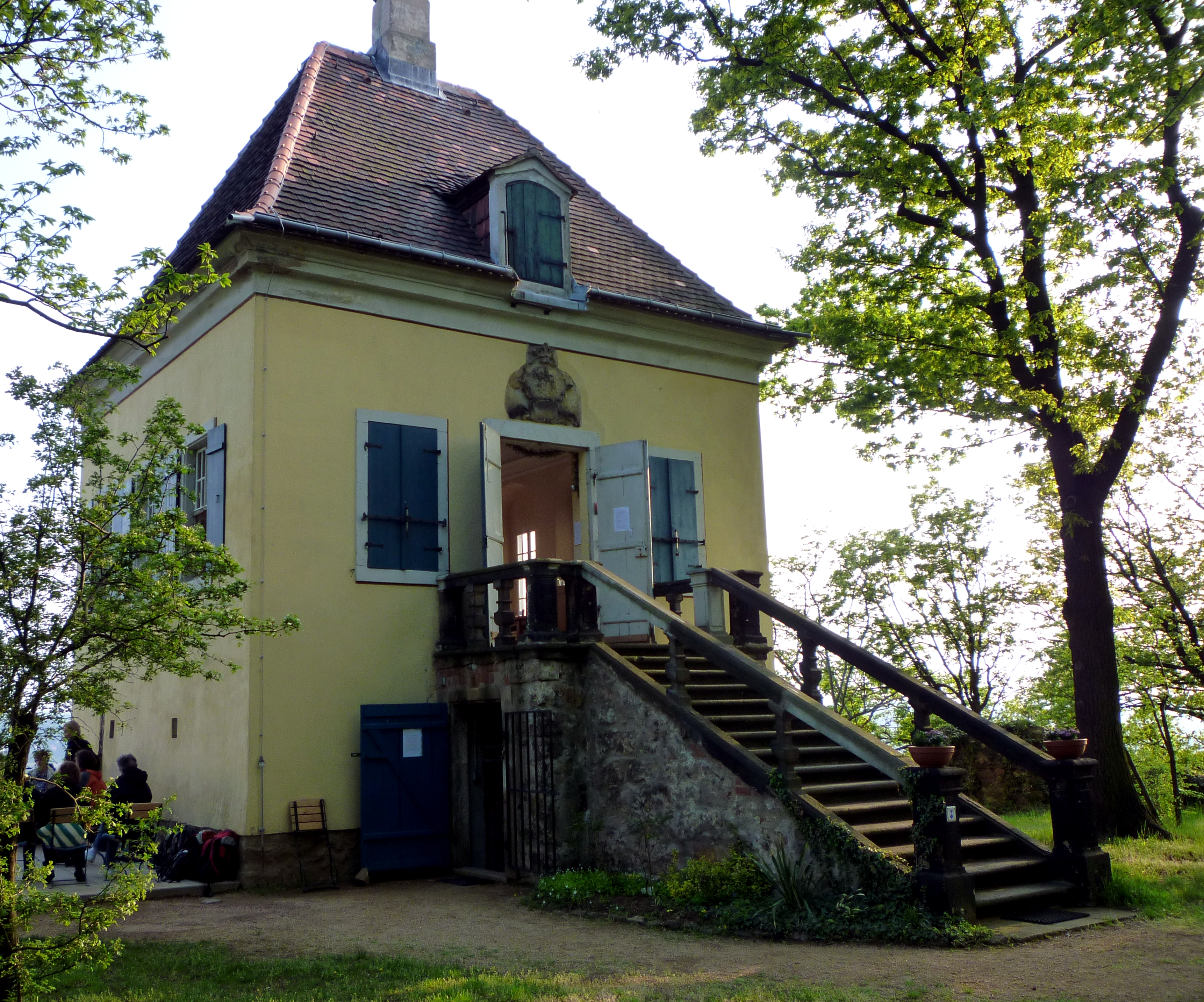
Minckwitzsches Weinberghaus

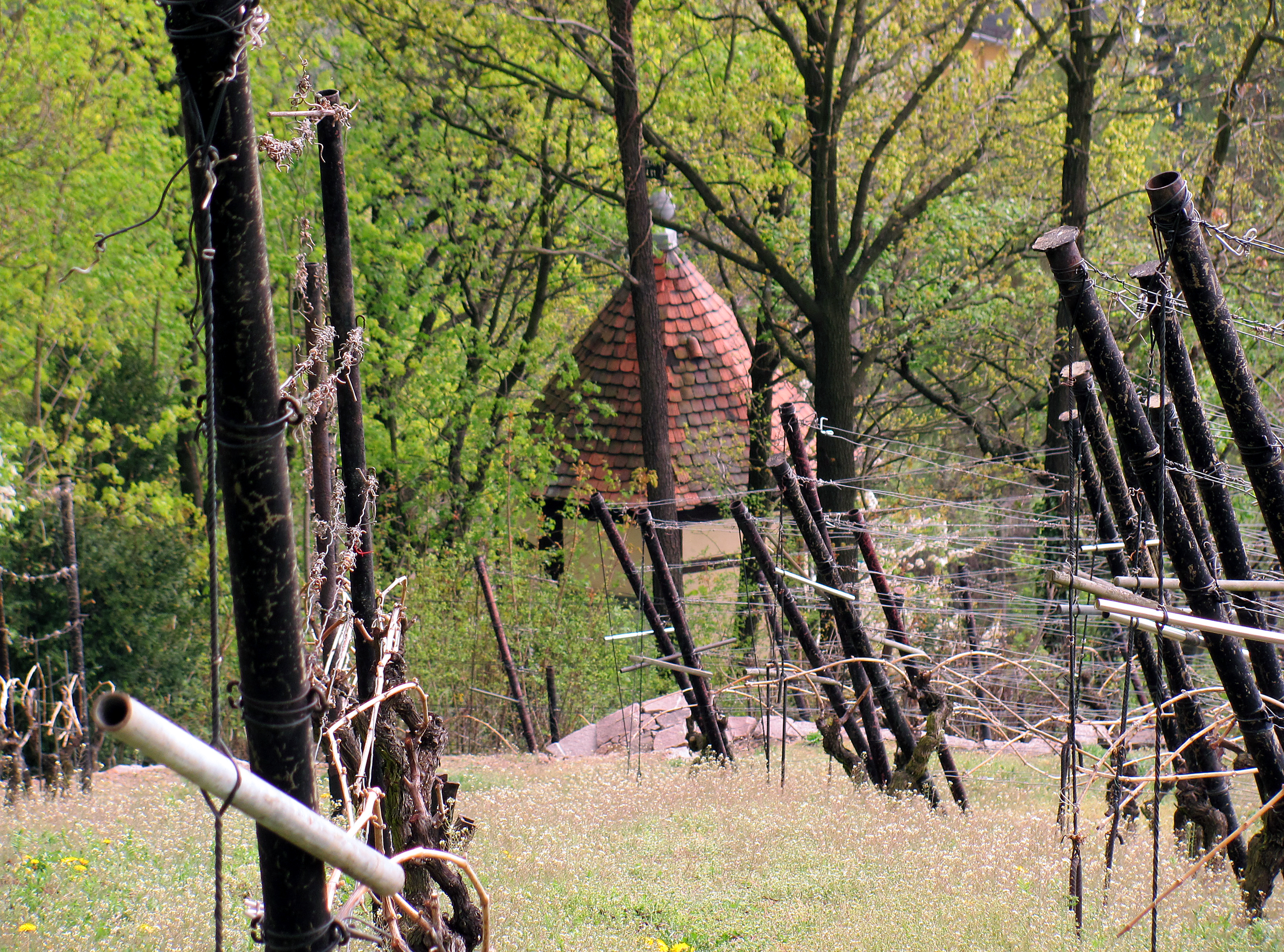
Niederes Lusthaus, vom Oberen Lusthaus aus

Die Gesamtanlage liegt zwischen Oberer Bergstraße (ehemals Hohe Gasse) im Süden, Finsterer Gasse im Osten und Norden sowie ursprünglich dem Gemssteig (ehemals Kemnitzgäßchen) im Westen; heute ist östlich des Gemssteigs ein schmaler Streifen Land mit den Grundstücksnummern 34–40 abgetrennt und aus dem Denkmalensemble herausgenommen. Zum Ensemble gehören das Herrenhaus, Lusthäuser, Nebengebäude sowie der Park mit Schalenbrunnen von um 1880 und der Weinberg Minckwitzscher Weinberg. Alle zusammen stehen heute als denkmalpflegerische Sachgesamtheit unter Denkmalschutz (Ensembleschutz). Darüber hinaus gilt die gesamte Frei- und Grünfläche einschließlich des zugehörigen Weinbergs, die im Denkmalschutzgebiet Historische Weinberglandschaft Radebeul liegen, als Werk der Garten- und Landschaftsgestaltung.
Durch Grundstücksteilungen gehören heute das Herrenhaus und das Niedere Lusthaus (Pavillon) zur Hausnummer 30, die Nummer 30a bilden die Remise und der Große Pavillon (Oberes Lusthaus), während die Nummer 30b die beiden linken Seitengebäude an der Oberen Bergstraße bilden.
Während das Weinberghaus (Oberes Lusthaus) auf etwa 203 m ü. NHN Höhe steht, liegt die Obere Bergstraße vor dem Herrenhaus bei etwa 141 m ü. NHN, was etwa 60 Höhenmeter bei einer Entfernung über Grund von etwa 180 Metern ergibt. Der erst hinter dem flacheren Park beginnende Weinberg reicht von 160 m ü. NHN auf 195 m ü. NHN bei einer Entfernung über Grund von 70 Metern; dies entspricht einer Steillage von 50 % oder 26 °.

### Herrenhaus
Das Herrenhaus (heute Haus Minckwitz) ist ein zweigeschossiges Wohnhaus mit hohem, ziegelgedecktem Walmdach, das traufständig nur leicht zurückgesetzt in der Straßenflucht der Oberen Bergstraße steht. Es zeigt in der Straßenansicht sieben regelmäßig gereihte Fensterachsen im Obergeschoss, im Erdgeschoss werden die drei mittleren Achsen durch ein großes, stichbogiges Portal mit einem Schlussstein eingenommen. Im Dach darüber steht ein dreiachsiges Zwerchhaus, ebenfalls mit Walmdach, auf beiden Seiten jeweils eine kleine Fledermausgaube. In der rechten Seitenansicht steht eine zweigeschossige Veranda.
Die Fassaden sind einfach verputzt und gelblich gestrichen, sie werden durch Ecklisenen sowie Gesimse gegliedert. Vor dem Erdgeschoss befinden sich Weinspaliere, die Fenster im Obergeschoss werden durch blaugrüne Klappläden eingerahmt. Die Farbgebung vermittelt einen „südländischen Eindruck“.
Im Inneren befindet sich hinter dem Torbogen eine Eingangshalle, von der aus der im Erdgeschoss liegende Pressraum mit der Weinpresse sowie über eine Kellertür der sich darunter befindliche Weinkeller zu erreichen waren. Im Obergeschoss befand sich die Sommerwohnung des Besitzers. Erst mit den Umbauten 1909 entstand aus dem Gebäude ein Wohnhaus. Es haben sich einige barocke Stuckdecken erhalten.
In den 1970er Jahren wurde das Herrenhaus instand gesetzt und Ende der 1990er Jahre grundlegend saniert. Der Ausbau des Erdgeschosses einschließlich der Eingangshalle erfolgte 2006, so dass heute drei Generationen der Familie das Haus bewohnen können.

### Remise
Links an das Herrenhaus angeschlossen, von der Straße zurückgesetzt, steht die 1877 von August Große errichtete Remise, heute ebenfalls ein Wohnhaus. Der bescheidene, zweigeschossige Bau mit Flachdach schließt den Hof bergseitig ab. Im Erdgeschoss befinden sich auf Pfeilern drei stichbogige Arkaden, in denen Kutschen und Wagen untergebracht waren. Das Obergeschoss wird durch Lisenen gegliedert.
Vor der Remise steht vorn an der Straße zwischen zwei Pfeilern mit Kugelbekrönung die Toranlage, auf beiden Seiten in der Umfassungsmauer jeweils eine Tür.
Die ehemalige Remise ist ebenfalls zu einem Wohnhaus umgebaut.

### Unteres Winzerhaus mit ehemaligen Stallungen
Links an die Remise anschließend, jedoch wieder direkt an der Straße gelegen, steht ein schlichter, zweigeschossiger Bau mit Walmdach, bezeichnet mit Kobers Initialen und der Datierung 1727. Er zeigt mit seiner Schmalseite zur Straße. Das Dach des ursprünglich eingeschossigen Winzerhauses wurde, nebst Aufbau des Obergeschosses, 1877 ebenfalls durch August Große erhöht. Links dieses Seitengebäudes schließt sich ein weiteres, jedoch nur eingeschossiges Wohnhaus mit Satteldach an, das traufständig zur Straße steht. Die Gewände des Putzbaus von 1727 sind aus Sandstein. Vor dem Erdgeschoss befinden sich Weinspaliere.
Die Einfriedung des schmalen Vorgartens vor dem Seitengebäude erfolgt durch einen Lattenzaun zwischen Sandsteinpfeilern.

### Minckwitzsches Weinberghaus (Oberes Lusthaus oder Belvedere)
Oben auf der Bergkante, im westlichen Teil des Anwesens auf dem höchsten Punkt, steht das Minckwitzsche Weinberghaus. Der als Lusthaus errichtete, zweigeschossige Weinbergspavillon hat einen etwa quadratischen Grundriss, obenauf sitzt ein Zeltdach. Er wurde auf einer Terrasse errichtet, die von einer Mauer umgeben ist. Zu der Terrasse führt eine Freitreppe.
Auf der Bergseite befindet sich eine Freitreppe zum Obergeschoss, das den Festsaal enthält. Im Untergeschoss befindet sich ein Tonnengewölbe, an dessen Wänden sich steinerne Bänke entlangziehen.
Über dem Pavilloneingang befindet sich eine Kartusche mit Kobers Wappen, in der Wetterfahne findet sich die Datierung auf 1729.

### Niederes Lusthaus (Niederer Pavillon)
Das „reizvolle“ Niedere Lusthaus ist ein achteckiger verputzter Fachwerkbau mit Ziegeldach, der auf halber Berghöhe im Osten des Anwesens liegt. Er trägt eine Wetterfahne, die Kobers Initialen DCCK und das Jahr 1713 zeigt.

## Geschichte

Koberscher Weinberg, Plan von 1714

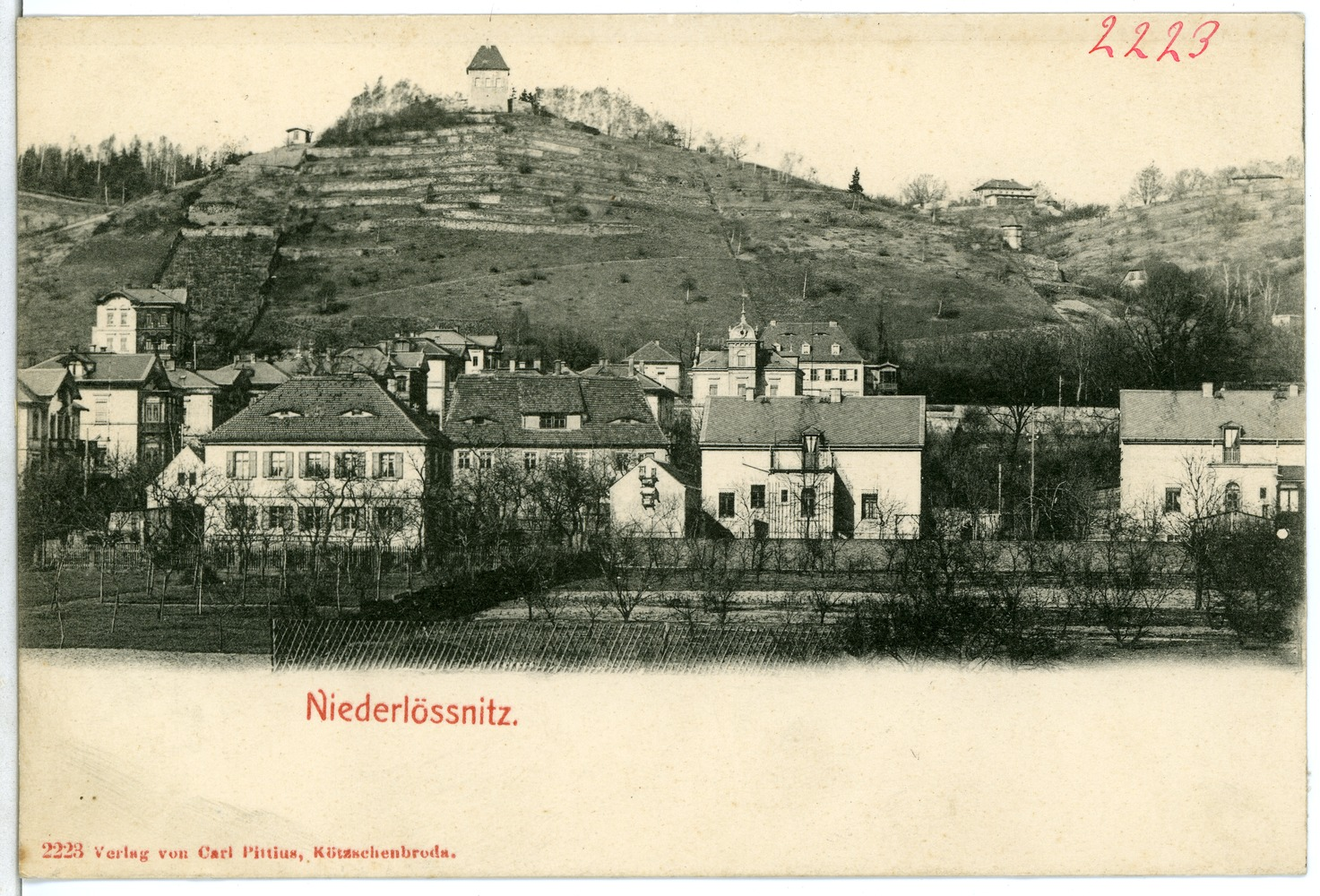
Minckwitzsches Weinbergsanwesen, 1901. Im Vordergrund Haus Clauß (2. von li.)

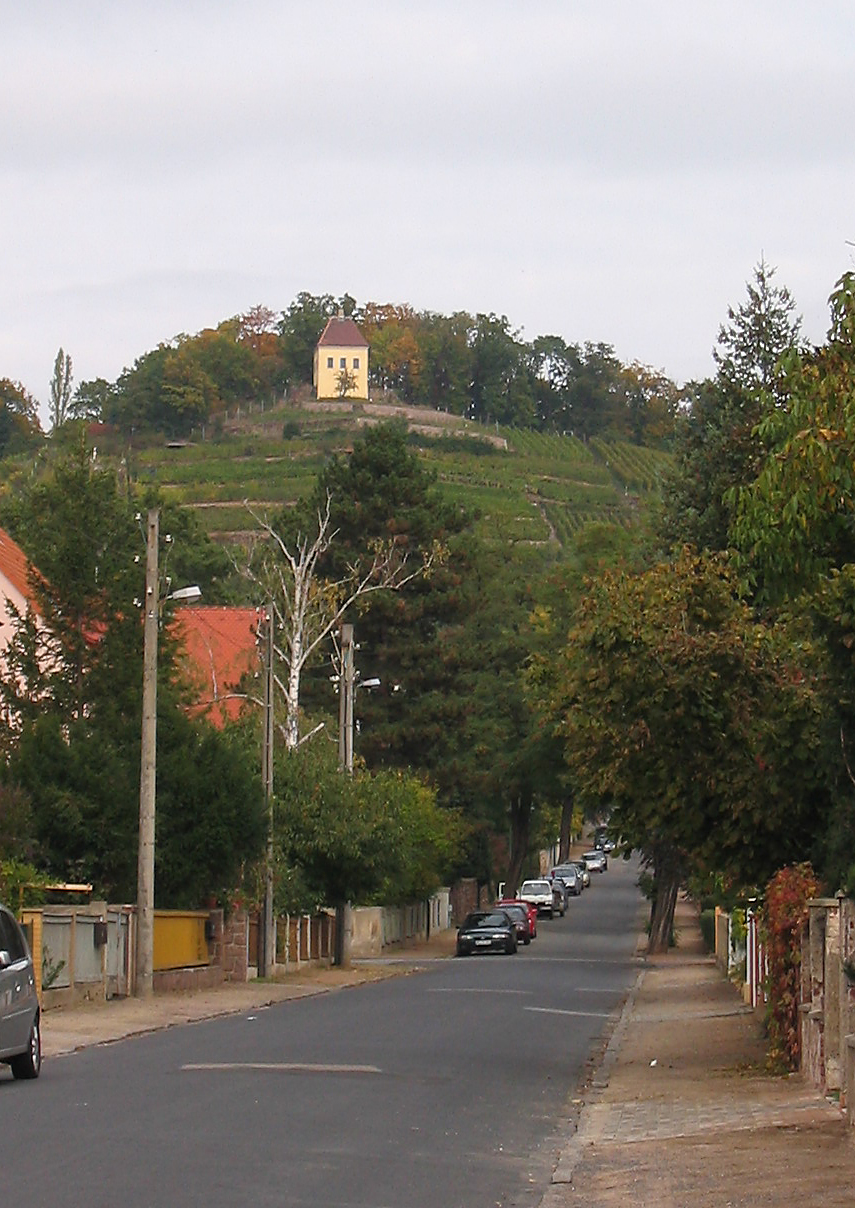
Minckwitzsches Weinberghaus auf der Spitze des gleichnamigen Weinbergs

Der zwischen Winzerstraße, Finsterer Gasse und Gemssteig gelegene Altenberg im Besitz von Hans Müntzmeister taucht 1407 im Stadtbuch zu Dresden auf. 1412 verlehnte Markgraf Friedrich der Friedfertige die Weinberge Altenberg und Tasche an den Rat zu Dresden.
Im Jahre 1685 verkauften die Mierschen Erben den Weinberg „die Tasche“ an Dr. Heinrich Erndel. Vermerkt ist, dass die Tasche „an der Hausgasse“ (d. h. an der heutigen Winzerstraße) gelegen sei. Der Leibarzt des Kurfürsten Johann Georg III. (1647–1691) & IV. (1668–1694) zu Sachsen, Dr. Heinrich Erndel auf Berreuth bei Dippoldiswalde und Mulda bei Freiberg (* 17. Juni 1638 zu Dresden; † 13. September 1693 zu Dresden) erlitt im gleichen Jahr des Absterbens seiner Ehefrau Sophia Elisabeth Erndel geb. Ratke (* 8. Juli 1642 zu Dresden; † 10. Juni 1685 auf Gut Berreuth bei Dippoldiswalde). Ihr Vater, Martin Ratke (auch Rathke) ist am 10. September 1660 als Kurfürsten Johann Georg I. und II. zu Sachsen Geheimer Kammerdiener gestorben.
1693 vererbte Dr. Heinrich Erndels 4. Tochter Johanna Sophia Kober seinen Weinberg. Am 23. Juni 1704 starb sie im „Erndelischen und Bussiussischen Weinbergs-Hause“ nachdem ihr neugeborenen Sohn, Johann Christian Kober, gleich nach dem Geburt- und Taufe am 15. Juni 1704 auch dort gestorben ist. Ihre Schwester Christina Sophia Fischer geb. Erndel war verheiratet mit dem kgl. poln. & kursächs. Landrentmeister Christian August Fischer, der auch ein Weinberg in der Flur Hoflößnitz besaß. Johanna Sophia Kober geb. Erndel war seit 1698 mit dem Dresdner Advokaten Dr. Caspar Christian Kober (* 9. Juli 1663 in Naumburg; † 11. September 1738 in Dresden) verheiratet. Kober erbte das Anwesen (den späteren Koberberg) 1704 und vergrößerte es durch Zukauf weiterer Weinbergsgrundstücke. Er umfriedete den Besitz 1713 mit einer rund eintausend Meter langen, anderthalb bis drei Meter hohen Mauer und machte ihn damit nach französischem Vorbild zu einem Clos. Im selben Jahr baute er den Niederen Pavillon (Niederes Lusthaus), einen achteckigen verputzten Fachwerkbau auf halber Berghöhe mit einer Wetterfahne, die Kobers Initialen DCCK und das Jahr 1713 trägt. Es folgte 1713/1714 das Herrenhaus an der Oberen Bergstraße; zu jener Zeit entstand maßgeblich das heutige, typische Aussehen einer barocken, sächsischen Weingutanlage des 18. Jahrhunderts.

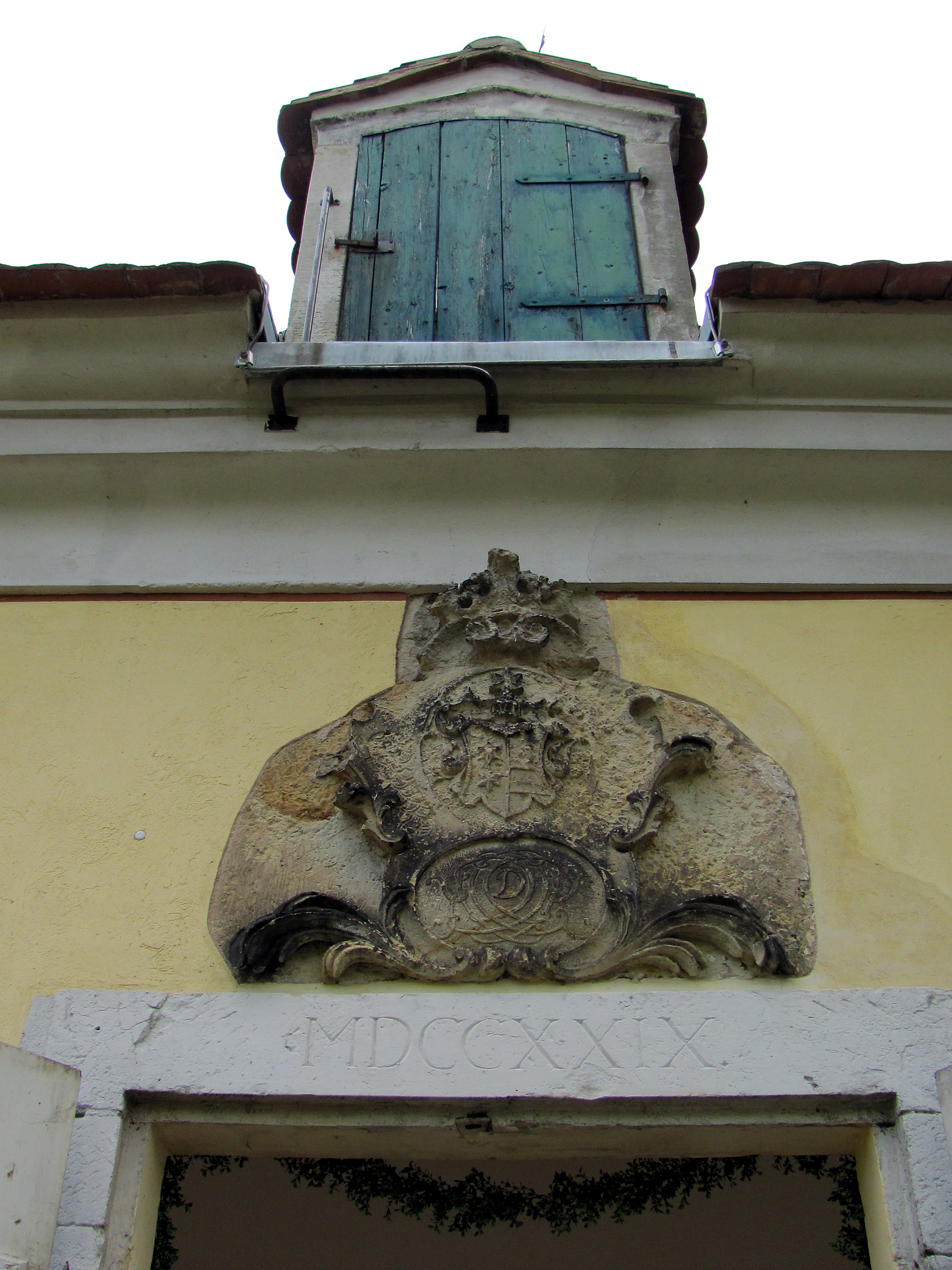
Wappen am Weinberghaus, darunter die Datierung 1729

Im Jahr 1724 folgte das Obere Winzerhaus an der Finsteren Gasse (Winzerhaus Erdmann, seit 1933 in Fremdbesitz), 1727 kam ein Seitengebäude (Unteres Winzerhaus mit Stallungen) westlich neben das Herrenhaus und 1729 entstand das Obere Lusthaus, auch Minckwitzsches Weinberghaus oder Belvedere, ein zweigeschossiger Bau an der Kante der Steillage. Dieser ist mit dem Herrenhaus durch eine Treppe aus 230 Sandsteinstufen verbunden. Kober ließ in der Kirche zu Kötzschenbroda eine Betstube für sich und seine Angehörigen errichten. Später wurde ihm und den zwei Ehefrauen Johanna Sophia geb. Erndel und Anna Maria geb. Gutbier dort ein Denkmal errichtet.
Ab 1762 gehörte das Weingut Christiane Johanna Weinartin geborene Krause, eine Tochter von Pfarrer Christian Friedrich Krause (* 18. Juli 1683 in Fremdiswalde; † 10. Mai 1765 in Dohna) und Caspar Christian Kobers Schwester Johanna Christiane Krause geb. Kober, verheiratet seit dem 16. Juni 1750 in Dohna mit der Theologe Benjamin Gottfried Weinart. Von dieser übernahm ihr Sohn, der Finanzprocurator, Historiker und Bibliograph Benjamin Gottfried Weinart, 1797 für 4.000 Taler den im Vertrag Hausberg genannten Besitz, den er kurz darauf in Weinartsruhe umbenannte. Aufgrund eines Plagiatsprozesses gegen Weinart wurde Weinartsruhe nebst allen „Zubehörungen“ 1810 schuldenhalber zwangsversteigert. Nach über 150 Jahren im Besitz der Familie Ratke/Erndel & Bussius/Kober/Weinart ging das Anwesen in den Besitz von Baron von Müller über. In den folgenden Jahren wurde der Landstreifen östlich des Gemssteigs abgetrennt.
Im Jahr 1825 ging das Clos an Caroline Friedericke Sophia von Bredow. In der Folge nahm der ehemalige Oberforstmeister, Landrat und spätere Direktor der sächsischen Weinbaugesellschaft Henning August von Bredow († 13. Juli 1832 ebenda, beerdigt auf dem Kirchhof in Kötzschenbroda) dort mit seiner Frau, zwei Söhnen und zwei Töchtern seinen Altersruhesitz. Ab 1827 stellte er dort aus Lößnitztrauben erfolgreich Schaumweine her, Jahre vor der bekanntgewordenen Niederlößnitzer Fabrik für moussierende Weine, der zweitältesten Sektkellerei Deutschlands. Von Bredow konnte bis zu seinem Tod ein Buch über Önologie nur halb vollenden. 1845 erschien die Abhandlung Der Weinbau im Königreich Sachsen, in seiner vormaligen und jetzigen Beschaffenheit von Henning August von Bredow (Vortrag Bredows 1830 vor der Weinbau-Gesellschaft). Um 1850 hatte das Gut eine Größe von 6 Acker 284 Quadratruten (3,84 Hektar). Dazu gab es dort ein 72 Ellen (etwa 41 Meter) langes Wein-Treibhaus, in dem auch Orangen- und Apfelsinenbäume überwintert wurden.
Im Jahr 1853 kam das Weingut in den Besitz der Familie von Minckwitz. In der Folge erweiterte Henriette von Minckwitz geb. Vierhoff, verheiratet mit dem Geheimen Rat und Kammerherrn August von Minckwitz, den Besitz durch Zukauf angrenzender Weinberge. 1877 entstanden die Remise im Hof hinter dem Herrenhaus sowie ein Zwischenbau vom Herrenhaus zum Winzerhaus, und das Dach des Herrenhauses wurde erhöht. Der königliche Oberforstmeister und Kammerherr Hans Friedrich von Minckwitz, der den Besitz 1888 zusammen mit seiner Frau Elisabeth geborene Gräfin zu Münster übernahm, ließ 1909 durch den Baumeister F. A. Bernhard Große das Dach des Herrenhauses ausbauen und weitere Nebengebäude instand setzen. Der weitläufige Park mit Alleen ist inzwischen mit alten Bäumen bestanden.
Zwischen 1885 und 1888 fiel die Rebfläche der Reblauskatastrophe zum Opfer und die Weinstöcke wurden gerodet und verbrannt. In der Folgezeit verwilderte der Weinberg. Bei den Wiederaufrebungen durch den Önologen Carl Pfeiffer wurde er nicht mit berücksichtigt.

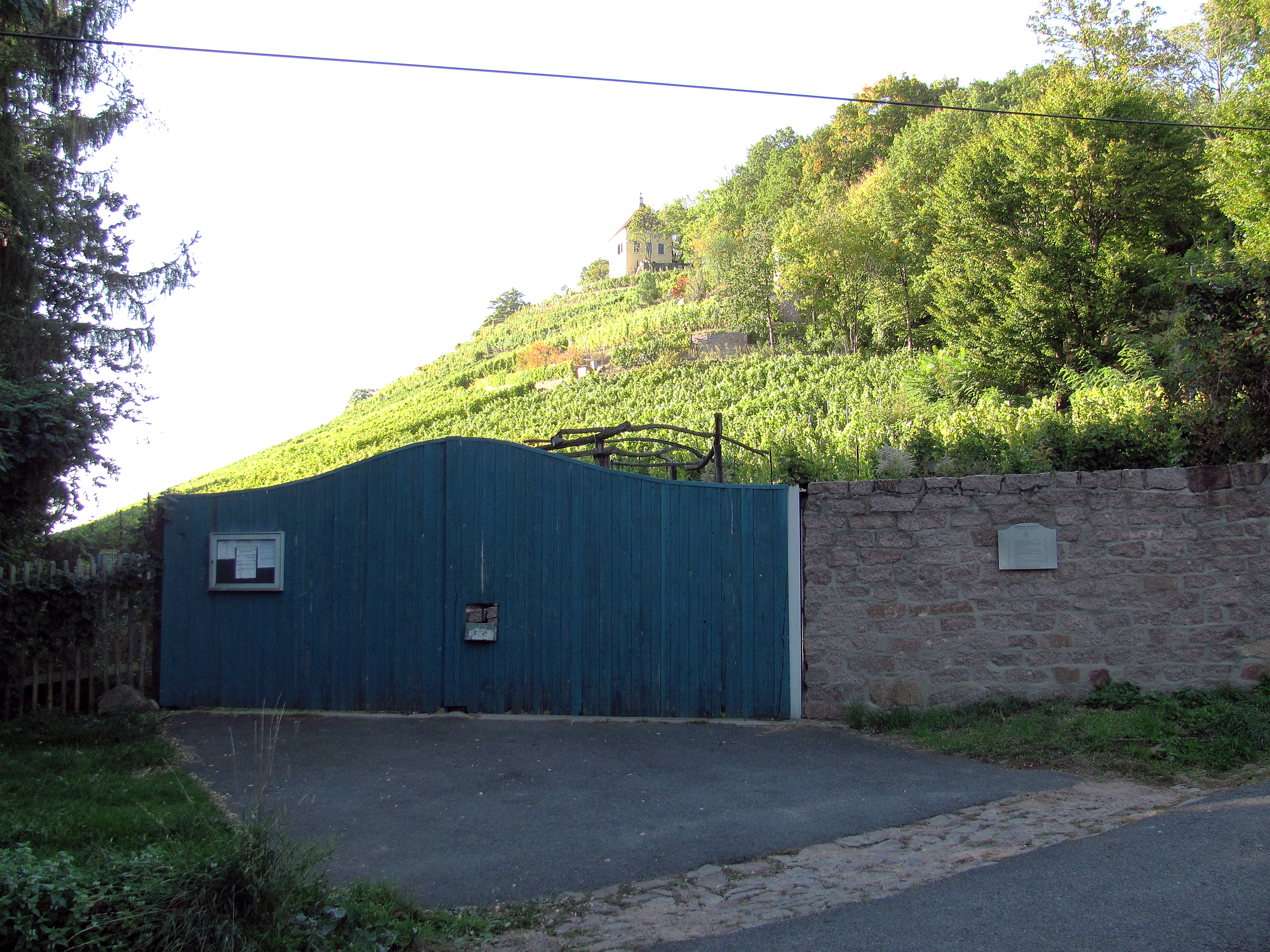
Minckwitzscher Weinberg: Als Werk der Landschafts- und Gartengestaltung geschützte Steillage (mittlerer Hang) der Genossenschaft, unterhalb des Weinberghauses

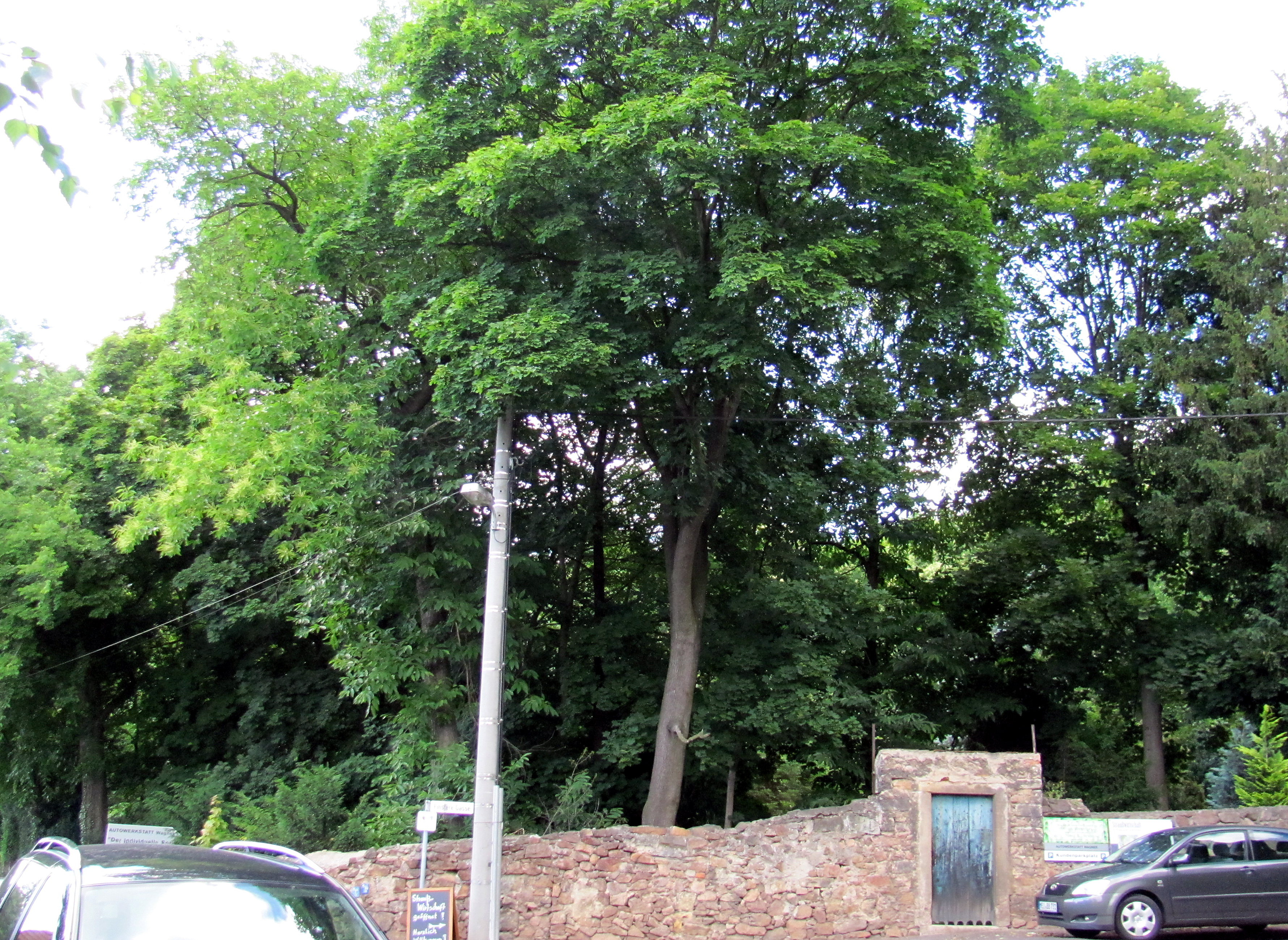
Minckwitzscher Weinberg: Als Werk der Landschafts- und Gartengestaltung geschützter Park unterhalb der Steillage

Ab 1934 hatte der Maler und Radebeuler Ehrenbürger Paul Wilhelm sein Atelier im Oberen Lusthaus, heute auch Minckwitzsches Weinberghaus genannt, für dessen langjährige „behutsame Sanierung“ die Bauherrschaft 1997 den Radebeuler Bauherrenpreis erhielt.
Auch zu DDR-Zeiten wurde der Besitz nicht enteignet. 1953 vererbte Elisabeth von Minckwitz das Anwesen an Verwandte, die fast als einzige der Familie in der DDR geblieben waren. Unter deren Kindern erfolgte die Aufteilung des einst einheitlichen Weinbergsareals. Die Schwester erhielt den Ostteil mit Herrenhaus, Niederem Lusthaus und Gartenland. Der Bruder erhielt den Westteil des Grundstücks mit Remisengebäude und dem Oberen Lusthaus. Das linke Gebäudeensemble (Seitengebäude) wurde 1974 an einen Architekten veräußert.
Der mittlere Weinbergshang (1,2 Hektar) musste 1986 aufgrund staatlicher Auflagen an die Sächsische Winzergenossenschaft Meißen abgegeben werden, die diesen wiederum an 10 Freizeitwinzer verpachtete. So wurde inzwischen die Steillage durch die Weinberggemeinschaft v. Minckwitz’scher Weinberg wieder aufgerebt und zu einem Musterweinberg der Meißner Genossenschaft. Aufgrund des besonderen Terroirs des Weinbergs aus verwittertem Syenitgestein und ausgeprägter Südsteillage wird jährlich ein Spitzenwein der Genossenschaft nur aus Trauben des Minckwitzschen Weinbergs gekeltert. Eine der beiden Sächsischen Weinprinzessinnen 2011/2012 bewirtschaftet ebenfalls eine Parzelle dieses Weinbergs. Und auch die Familienmitglieder von Minckwitz haben inzwischen wieder Flächen um die beiden Lusthäuschen aufgerebt.
Das Weinberghaus selbst nebst Garten konnte ab 1996 für Feiern angemietet werden. In den Sommermonaten bot eine Straußwirtschaft sächsischen Wein an. 2015 schenkte Wolfram von Minckwitz das Grundstück und das Haus Marie-Christine von Minckwitz. Ab 2017 wurden die Öffnungszeiten verkürzt, seit Oktober 2020 ist das Haus geschlossen. Die Wasserleitung ist gekappt die Fensterläden sind verschraubt und die Möbel sind ausgeräumt. Instandsetzungen und Rekonstruktionen an Gebäude und Gelände sind geplant, deren Beginn steht noch nicht fest.
Rechts neben dem Tor zum mittleren Hang findet sich eine Tafel mit der Geschichte des Weinbergsanwesens seit 1407, dem Fazit, dass die Winzerei viel Freude mache, und dem Motto:

„Hast Du einen Feind – wünsche ihm einen großen, steilen Weinberg!“